# Rilly-sur-Aisne
Rilly-sur-Aisne är en kommun i departementet Ardennes i regionen Grand Est (tidigare regionen Champagne-Ardenne) i nordöstra Frankrike. Kommunen ligger  i kantonen Attigny som ligger i arrondissementet Vouziers. År 2022 hade Rilly-sur-Aisne 124 invånare.

## Befolkningsutveckling
Antalet invånare i kommunen Rilly-sur-Aisne
Referens: INSEE